# Mezz'ora d'amore (S1 E3)
Mezz'ora d'amore (S1 E3) è un singolo del cantautore italiano Mameli, pubblicato il 22 novembre 2024 come quarto estratto dal secondo EP Fino all'ultimo respiro.

## Descrizione
Il singolo è basato sui ricordi d'infanzia del cantante, affrontando la separazione dei genitori, è il pezzo dell'EP a cui il cantante tiene di più.
Lo stesso Mameli in un'intervista dice:

## Tracce
Testi di Mario Castiglione, Lorenzo Fragola, Paolo Antonacci, musiche di Mameli.
1. Mezz'ora d'amore (S1 E3) – 2:54